# Tygiel Kulturalny na Rawa Blues Festival

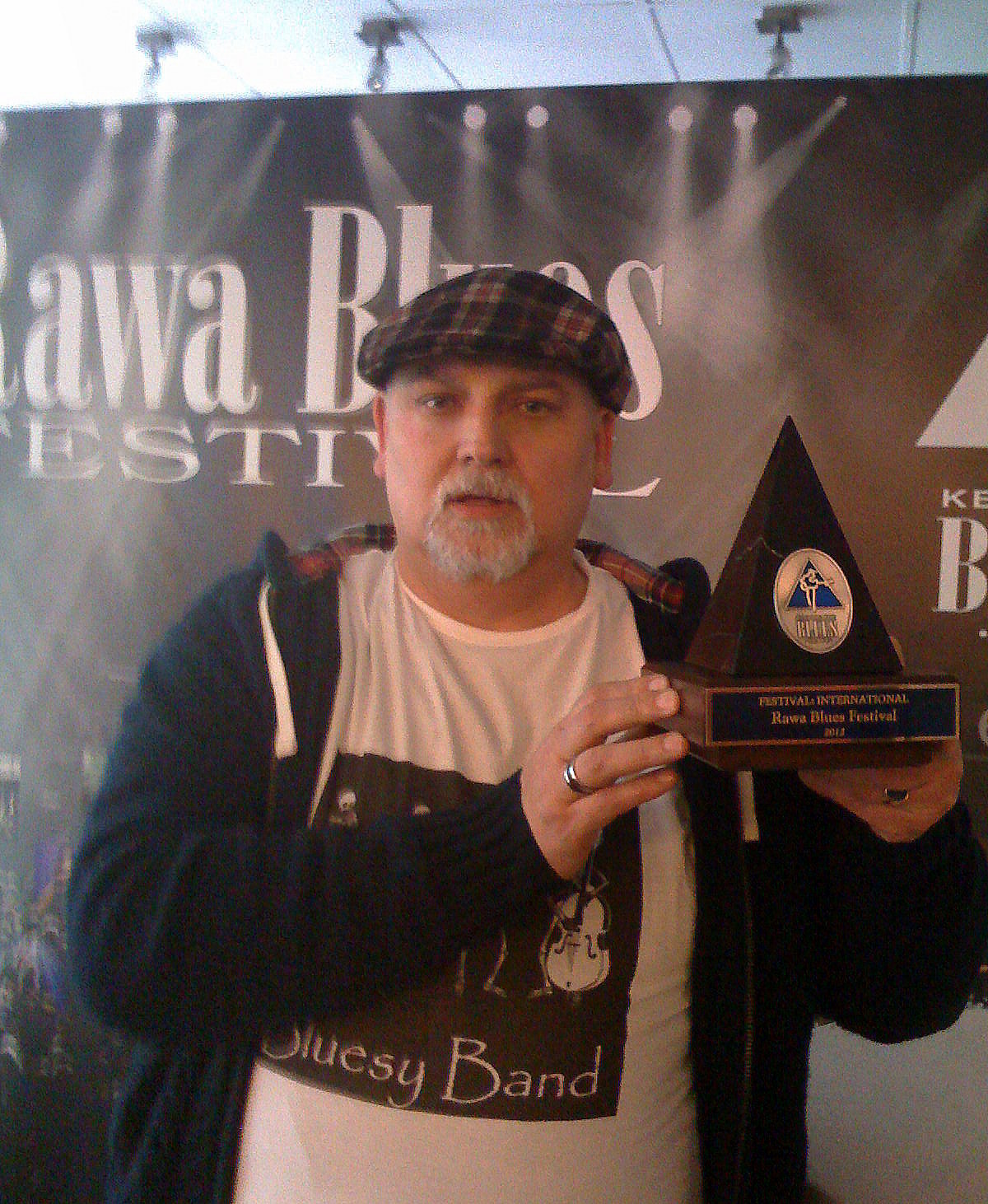
Jerzy Kossek pomysłodawca i gospodarz Kawiarenki Poetyckiej na Rawa Blues Festival

Tygiel Kulturalny na Rawa Blues Festival – równoległe do występów muzycznych imprezy interdyscyplinarne obejmujące happeningi malarskie i wystawy prac studentów katowickiej Akademii Sztuk Pięknych oraz Bluesową Kawiarenkę Poetycką.

## I edycja
Pierwsza edycja Tygla Kulturalnego, której autorami są Ireneusz Dudek i Jerzy Kossek, ruszyła w 2007 roku wypełniając przestrzeń wokół 27. Rawa Blues Festival. Gośćmi I Kawiarenki byli poeci skupieni wokół Instytutu Mikołowskiego: Maciej Melecki, Krzysztof Siwczyk, Bartłomiej Majzel i Marta Podgórniak. W Kawiarence pojawili się również Dariusz Dusza, Janusz Kosiński, Jan Chojnacki. Pisano wiersze i teksty bluesowe – także happeningowo na wielkiej rolce papieru, gdzie każdy mógł dopisać swój bluesowy wers. Jerzy Kossek pomysłodawca i gospodarz Kawiarenki przedstawił poezję Stuarta Dybka – poety z Chicago o polskich korzeniach – nawiązującego w swej twórczości do poetyki bluesowej.

## II edycja
Rok 2008 i 28. edycja Rawy i II edycja Bluesowej Kawiarenki Poetyckiej przyniosła dwa wydarzenia: występ Jurka Dębiny, który wraz z
Łukaszem Kobielą zaintonował Manhattan Blues według Allena Ginsberga oraz przedstawienie słowno-muzyczne w wykonaniu młodzieży skupionej wokół Klubu Amerykańskiego, oparte na wątkach poematów Edgara Lee Mastersa Umarli ze Spoon River w reżyserii Jerzego Kosseka.

## III edycja
Rok 2009 i 29. edycja  Rawy Blues i III edycja Bluesowej Kawiarenki Poetyckiej przyniosła happening bluesowy – 100 osób weszło na dużą scenę festiwalu i pod przewodnictwem Jerzego Kosseka wyrecytowało The Weary Blues Langstona Hughesa.

## IV edycja
Rok 2010 przyniósł IV edycję Bluesowej Kawiarenki Poetyckiej. Formuła Kawiarenki Poetyckiej  uległa rozszerzeniu i rozpoczęła się już 7 października w Bielsku-Białej, na Akademii Techniczno-Humanistycznej, gdzie odbyła się I Międzynarodowa Konferencja Naukowa poświęcona bluesowi pod hasłem: Blues jako zjawisko kulturowe. Motywem przewodnim kawiarenki była twórczość amerykańskiej, czarnoskórej poetki Gwendolyn Brooks.

## V edycja
V edycja Bluesowej Kawiarenki Poetyckiej na 31 Rawa Blues Festival 8 października była poświęcona sylwetce króla Missisipi Delta Blues, Roberta Johnsonoa.
Jerzy Kossek przedstawił przy udziale Patryka Filipowicza i Przemka Laszczyka premierę bluesowego poematu: Robert Johnson and the Devil napisanego specjalnie na tę okazję. W przedstawieniu wystąpili studenci Uniwersytetu Śląskiego z Katowic i Akademii Techniczno-Humanistycznej z Bielska-Białej.

## VI edycja
Na VI edycji Bluesowej Kawiarenki Poetyckiej na 32 Rawa Blues Festival – 100-lecie urodzin „obchodzi” najsłynniejszy przedstawiciel country-folk-blues, Woody Guthrie (1912–1967). Gośćmi kawiarenki byli znani pisarze, poeci, wykładowcy akademiccy, muzycy. W programie kawiarenki, m.in. przedstawiono spotkania z pisarzami i poetami – prezentacja poezji Barbary Gruszki-Zych, prezentacja twórczości Woody Gutriego w wykonaniu Jerzego Kosseka i Mirka Rzepy oraz warsztaty pisarskie dotyczące pisania tekstów piosenek bluesowych. Najlepszy tekst napisany podczas festiwalu Rawa Blues został odczytany na scenie festiwalu i nagrodzony. Współorganizatorem VI edycji Bluesowej Kawiarenki Poetyckiej było stowarzyszenie O'Blues/ie Naukowo.

## VII edycja
33 Rawa Blues Festival przyniosła VII Edycje Kawiarenki Poetyckiej. Tym razem głównym bohaterem Kawiarenki był amerykański gwiazdor z Alabamy Hank Williams (1923-1953), który w roku obchodów Kawiarenki obchodziłby 90 rocznicę urodzin i 60 rocznicę śmierci. Pomimo iż Williams jest głównie kojarzony z muzyką country, jego korzenie tkwią w bluesie. Dodatkowa atrakcją Kawiarenki był konkurs na najlepsze tłumaczenie tekstów piosenek Hanka Williamsa. Przedstawiono także twórczość amerykańskiego prozaika Steve’a Tomasuli oraz sztukę teatralną współczesnego dramatopisarza amerykańskiego Steve’a Feffera, poświęconą słynnej wytwórni płytowej z Chicago Chess Records założonej przez imigranta o polskich korzeniach, Leonarda Czyża. W obchodach Kawiarenki jak co roku uczestniczyli studenci Skupieni wokół Klubu Amerykańskiego, a współorganizatorem Kawiarenki poetyckiej było Stowarzyszenie O’Bluesie Naukowo.

## VIII edycja
11 października 2014, 34 Rawa Blues Festival i VIII Edycja Kawiarenki Poetyckiej.
Motywem przewodnim VIII Kawiarenki Poetyckiej była twórczość amerykańskiego bluesmana, gitarzysty, autora tekstów, aktora i aktywisty Josha White’a (1914-1969). Okazją do przypomnienia twórczości artysty była 100 rocznica jego urodzin. White był propagatorem protest bluesa, walczącego o poprawę jakości życia czarnej społeczności w USA. W jednym szeregu z White'em stawały takie legendy bluesa jak Big Bill Broonzy czy Leadbelly. Elijah Wald tak pisze o nim na łamach Living Blues: "zrobił dla bluesa więcej niż jakikolwiek inny artysta, aż do nadejścia B.B. Kinga. Uczynił z bluesmana rozpoznawalną ikonę, dla tego czas najwyższy oddać mu należne miejsce w panteonie walczących o to by głos bluesa był w Ameryce usłyszany." W ramach obchodów Kawiarenki odbył się konkurs Poetycki prowadzony w dwóch kategoriach: wiersza o tematyce bluesowej oraz tekstu piosenki bluesowej w języku polskim i angielskim. Autorzy najlepszych tekstów mieli okazję do zaprezentowania ich na dużej scenie przed koncertem finałowym 34 Rawa Blues Festival. W gronie gości Kawiarenki znaleźli się Antek Kreis, lider zespołu Whisky River i Adam Kulisz, artysta bluesowy. Dodatkowo na poprzedzającej VIII edycje II International Academic Blues Conference “The Many Shades Of Blues” odbywającej się w Katowicach 9-10 października 2014, zorganizowano wystawę przedstawiającą prace artystyczne pochodzące ze wszystkich dotychczasowych edycji Kawiarenki poetyckiej. Dodatkowo zaprezentowano wystawę zdjęć Antoniego Kreisa “On Stage – Blues”.